# سوء جذب
 سوء جذب (به انگلیسی: Malabsorption) ناشی از اختلال در جذب مواد مغذی غذایی در دستگاه گوارش (GI) است. این اختلال ممکن است در جذب یک ماده مغذی یا گاهی چندماده مختلف رخ دهد. این بیماری ممکن است به سوء تغذیه و انواع آنمی‌ها منجر شود.

## علائم

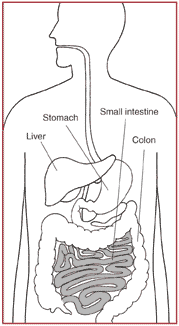
روده کوچک: محل اصلی جذب

علائم این بیماری می‌توانند به روش‌های مختلفی ظاهر شوند، و این علائم می‌توانند برای پیدا کردن عامل اصلی بیماری مفید باشند.
- اسهال و اسهال چرب، اسهال آبکی و مداوم، شایع‌ترین ویژگی‌های این بیماری هستند. این علائم به علت اختلال در جذب آب، کربوهیدرات‌ها، الکترولیت‌ها، و تحریک روده در اثر اسیدهای چرب جذب ایجاد می‌شوند. علائم دیگر شامل، نفخ و باد شکم، دل پیچه، می‌شود.[۲]
- با وجود افزایش تغذیه بیمار، وزن بیمار به‌طور قابل ملاحظه ای می‌تواند کاهش پیدا کند.[۳]
- عقب ماندگی، عدم رشد فکری و جسمی، تاخیر بلوغ در کودکان
- ورم یا ادم در اثر از دست دادن پروتئین
- کم خونی در اثر کمبود ویتامین B 12، اسید فولیک و کمبود آهن که باعث خستگی و ضعف می‌شود.
- گرفتگی عضله از کاهش ویتامین D و ضعف جذب کلسیم. همچنین نرمی استخوان و پوکی استخوان.
- خونریزی ناشی از کمبود ویتامین K و کمبود سایر فاکتورهای انعقادی.

1. ↑  "Malabsorption Syndrome" (به انگلیسی). MedlinePlus. Retrieved 29 April 2018.
2. ↑  Bai J (1998). "Malabsorption syndromes". Digestion. 59 (5): 530–46. doi:10.1159/000007529. PMID 9705537.
3. ↑  health a to z"Malabsorption syndrome". Archived from the original on 22 May 2007. Retrieved 2007-05-10.